# Keiretsu
Un keiretsu (系列? letteralmente "serie" o "sussidiario") è un raggruppamento di imprese, operante in settori diversi (industria, commercio, finanza), collegate fra loro da partecipazioni incrociate, reti relazionali e in generale vincoli non tanto giuridici quanto etici di appartenenza al gruppo.

## Obiettivo
Come gli zaibatsu, i keiretsu hanno trasformato la loro organizzazione in modo da riuscire a raggiungere l'obiettivo di massimizzare il profitto. L’intento è quello di creare una rete di imprese collegate tramite partecipazioni azionarie di minoranza: ciascuna azienda detiene una quota limitata nelle altre, ottenendo così un’influenza strategica senza esercitare un controllo diretto.
Ad esempio, l’impresa A possiede il 4% dell’impresa B, la quale a sua volta detiene il 3% dell’impresa A. L’impresa C, invece, possiede il 7% di B e il 2% di A. Questo tipo di struttura favorisce la creazione di reti interconnesse tra imprese, incentivando la cooperazione e la formazione di alleanze strategiche.

## Struttura

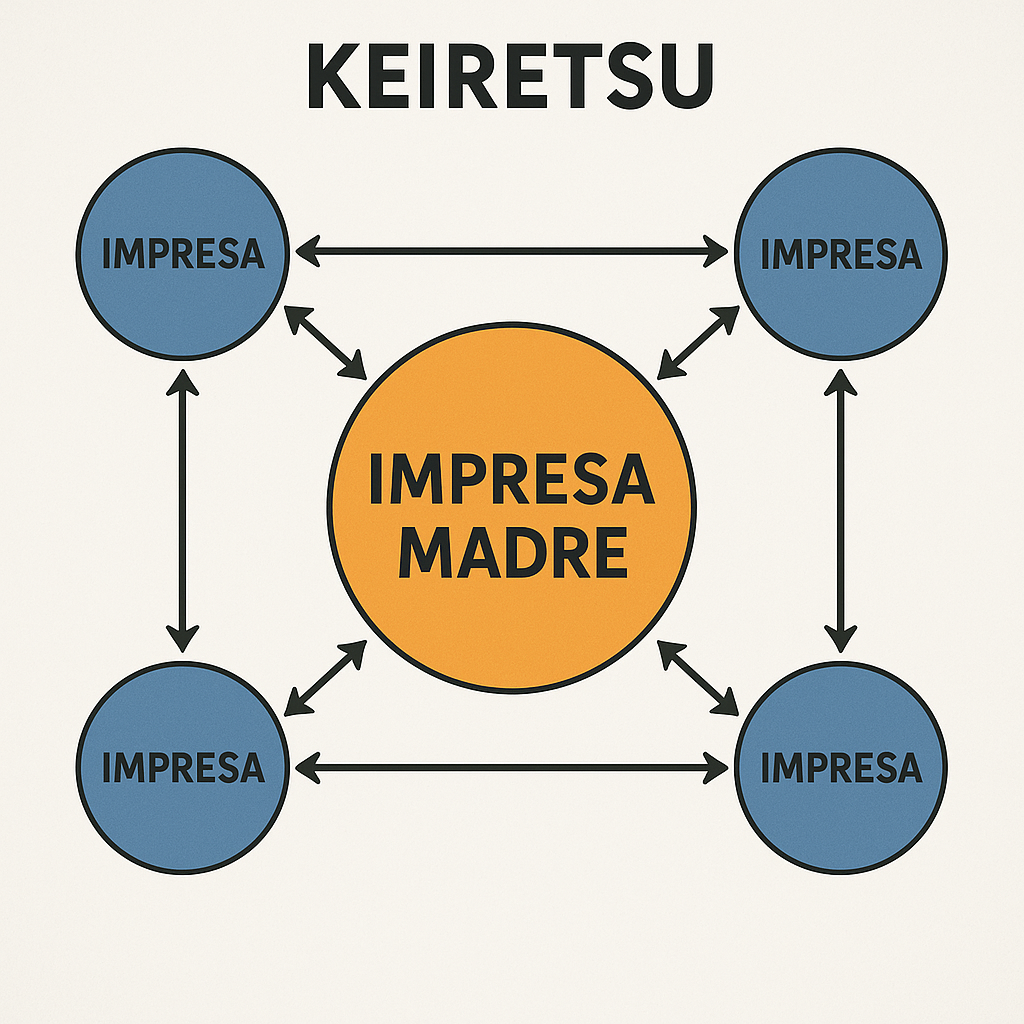
Immagine rappresentativa di una rete di imprese tramite la strategia Keiretsu.

Le numerose e diverse caratteristiche dei singoli keiretsu rendono difficile fornire una definizione specifica: i vari gradi di integrazione nel gruppo, la flessibilità e l'interconnessione tra le società rendono la categoria difficile da definire.
Dal momento che i rapporti tra i membri del gruppo possono essere labili, individuare le società che lo compongono e distinguerle da quelle esterne può risultare complicato, senza contare che le relazioni all'interno dei keiretsu sono fluide e che una società non è costretta a essere parte di un solo gruppo.
Inoltre i singoli gruppi possono anche relazionarsi con gruppi strutturati in maniera diversa, ad esempio keiretsu verticali con keiretsu orizzontali, cosa che rende ancora più difficile individuare l'affiliazione delle società a uno specifico gruppo.

## Esempio
Un esempio concreto di keiretsu è rappresentato dal gruppo attorno alla Mitsubishi, uno dei più noti keiretsu orizzontali del Giappone. Al suo interno si trovano numerose società appartenenti a settori differenti, tra cui Mitsubishi Corporation (commercio), Mitsubishi Heavy Industries (ingegneria e produzione), Mitsubishi UFJ Financial Group (servizi bancari), e Mitsubishi Electric (elettronica).
Queste imprese mantengono tra loro legami stretti attraverso partecipazioni azionarie incrociate, incontri regolari tra i dirigenti e rapporti bancari privilegiati. Ad esempio, la Mitsubishi Bank funge spesso da istituto finanziario di riferimento per le altre aziende del gruppo, facilitando il coordinamento e la stabilità finanziaria.
Nonostante ciascuna società conservi una propria autonomia gestionale, la cooperazione strategica all'interno del gruppo consente di affrontare il mercato in modo coeso, condividendo risorse, informazioni e talvolta anche strategie industriali. Questo tipo di struttura è pensato per resistere alla volatilità del mercato e ridurre il rischio di acquisizioni ostili da parte di attori esterni.